# Dārījār
Dārījār (persiska: دارجار, Dārjār, داریجار) är en ort i Iran.   Den ligger i provinsen Mazandaran, i den norra delen av landet, 110 km nordost om huvudstaden Teheran. Dārījār ligger 2 meter över havet och antalet invånare är 162.
Terrängen runt Dārījār är platt åt nordost, men åt sydväst är den kuperad. Runt Dārījār är det ganska glesbefolkat, med 39 invånare per kvadratkilometer. Närmaste större samhälle är Nūr, 4,4 km norr om Dārījār. I omgivningarna runt Dārījār växer i huvudsak blandskog.